# Rektus
Rektus (lat. casus rectus – rakt kasus) är ett kasus använt för subjekt i en sats. Inom (indo)europeiska språk brukar detta vara nominativ.
Motsatsen till rektus är obliquus (casus obliquus).
Beteckningen "rakt kasus" går tillbaka på den grekiska grammatiska traditionen, såsom den definierades av stoikerna. I de romanska språken försvann rektus i samband med tvåkasussystemets bortfall.